# Arnaud Merklé

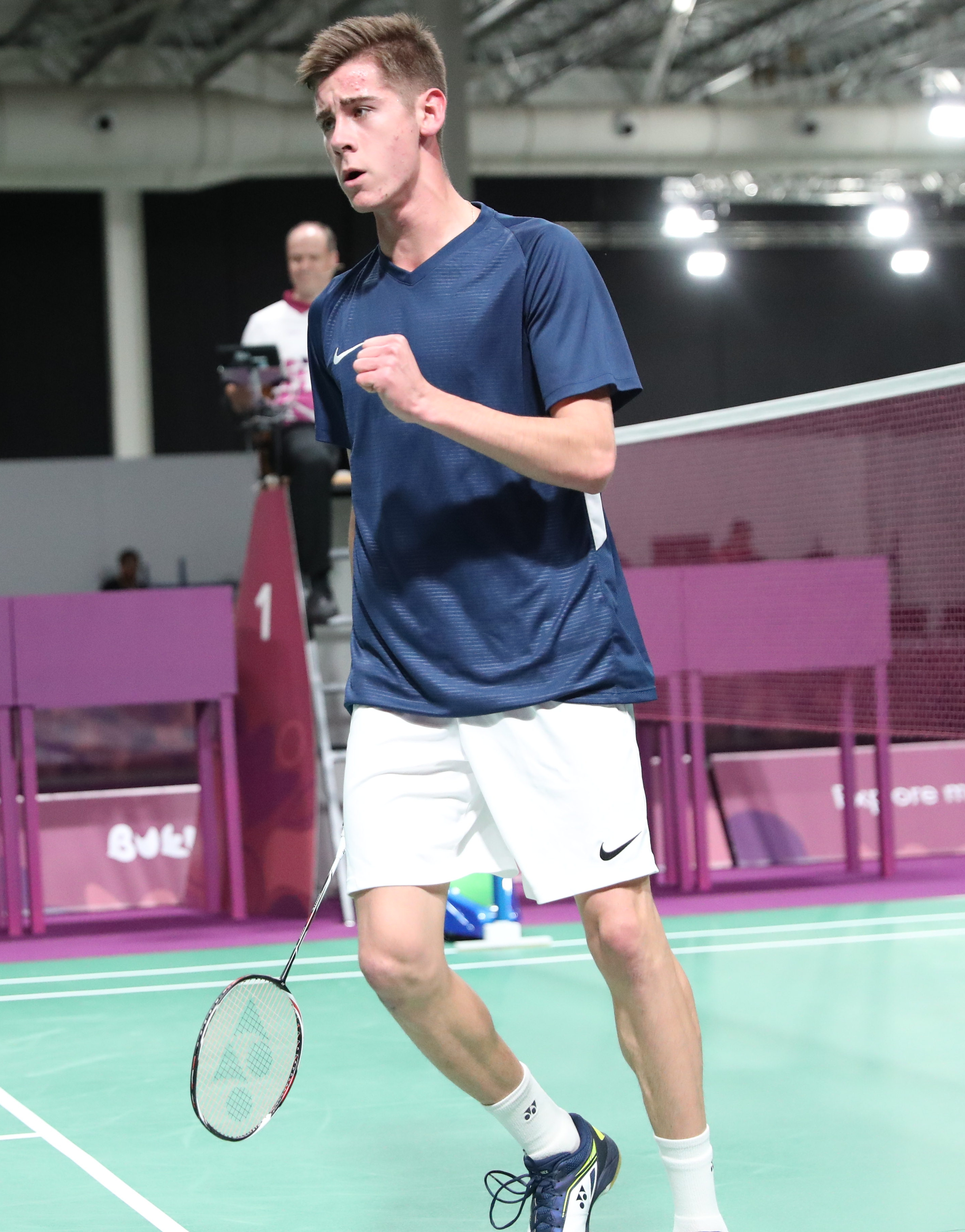
Arnaud Merklé bei den Olympischen Jugend-Sommerspielen 2018 in Buenos Aires

Arnaud Sylvain André Merklé (* 25. April 2000 in Staffelfelden, Mülhausen) ist ein französischer Badmintonspieler.

## Karriere
Merklé gewann 2017 die Französische Juniorenmeisterschaft im Herreneinzel. Bei den europäischen Juniorenmeisterschaften triumphierte er mit dem Nationalteam und wurde Zweiter im Einzel. Im folgenden Jahr siegte Merklé bei den nationalen Juniorentitelkämpfen in zwei Disziplinen, verteidigte bei den Junioreneuropameisterschaften den Mannschaftstitel und setzte sich im Herreneinzel im Endspiel gegen seinen Landsmann Christo Popov durch. 2018 qualifizierte der Franzose sich für die Olympischen Jugend-Sommerspiele in Buenos Aires und zog ins Halbfinale ein. Im Spiel um die Bronzemedaille scheiterte Merklé an dem Japaner Kodai Naraoka. Bei den Bulgaria Open stand er zum ersten Mal bei den Erwachsenen in einem Endspiel eines internationalen Wettkampfs, bevor er 2019 bei den Estonian International und den German International seine ersten Titel erspielte. 2020 erreichte Merklé das Endspiel der französischen Meisterschaft und erspielte bei der Mannschaftseuropameisterschaft mit der französischen Nationalmannschaft die Bronzemedaille. Im nächsten Jahr wurde er bei den Austrian International Zweiter und triumphierte bei den Slovenian International und den Welsh International. Außerdem gewann er die nationalen Titelkämpfe und erreichte mit dem Nationalteam das Endspiel der Europameisterschaften, in dem sie gegen die dänischen Rekordmeister unterlagen. Im September wechselte der Franzose in die  Bundesliga und trat für den Aufsteiger SG Schorndorf an. 2022 siegte Merklé bei den Uganda International und zog bei den Syed Modi International zum ersten Mal in ein Finale bei einem Wettkampf der BWF World Tour ein. Aufgrund einer SARS-CoV-2-Infektion mussten sich beide französischen Spieler vom Spiel zurückziehen und teilten sich den zweiten Platz.

## Sportliche Erfolge
| Jahr | Veranstaltung                           | Platz | Disziplin    |
| ---- | --------------------------------------- | ----- | ------------ |
| 2017 | Junioreneuropameisterschaft 2017        | 2.    | Herreneinzel |
| 2017 | Junioreneuropameisterschaft 2017        | 1.    | Mannschaft   |
| 2017 | Französische Juniorenmeisterschaft 2017 | 1.    | Herreneinzel |
| 2018 | Bulgaria Open 2018                      | 2.    | Herreneinzel |
| 2018 | Junioreneuropameisterschaft 2018        | 1.    | Mannschaft   |
| 2018 | Junioreneuropameisterschaft 2018        | 1.    | Herreneinzel |
| 2018 | Französische Juniorenmeisterschaft 2018 | 1.    | Herrendoppel |
| 2018 | Französische Juniorenmeisterschaft 2018 | 1.    | Herreneinzel |
| 2019 | Estonian International 2019             | 1.    | Herreneinzel |
| 2019 | Estonian International 2019             | 1.    | Herreneinzel |
| 2020 | Europameisterschaft 2020                | 3.    | Mannschaft   |
| 2020 | Französische Meisterschaft 2020         | 2.    | Herreneinzel |
| 2021 | Austrian International 2021             | 2.    | Herreneinzel |
| 2021 | Welsh International 2021                | 1.    | Herreneinzel |
| 2021 | Europameisterschaft 2021                | 2.    | Mannschaft   |
| 2021 | Französische Meisterschaft 2021         | 1.    | Herreneinzel |
| 2022 | Uganda International 2022               | 1.    | Herreneinzel |
| 2022 | Syed Modi International 2022            | 2.    | Herreneinzel |
| 2025 | Swedish Open                            | 1.    | Herreneinzel |
| 2025 | Denmark International                   | 1.    | Herreneinzel |